# Opsidota aestuosa
Opsidota aestuosa är en skalbaggsart som beskrevs av Blackburn 1896. Opsidota aestuosa ingår i släktet Opsidota och familjen långhorningar. Inga underarter finns listade i Catalogue of Life.